# Dave Guest
David „Dave” Guest (ur. 1 lutego 1978 w Bristolu) – brytyjski kulturysta i były sztangista. Wielokrotny mistrz Wielkiej Brytanii w podnoszeniu ciężarów, mistrz świata w kulturystyce.

## Życiorys
Urodził się w Bristolu. Ma za sobą karierę sztangisty. W zawodach sportowych startował od czternastego roku życia. W latach 1994–2002 ośmiokrotnie zwyciężał brytyjskie mistrzostwa w podnoszeniu ciężarów. Jako sztangista reprezentował Anglię w Igrzyskach Wspólnoty Narodów. Około trzydziestego roku życia porzucił ten sport, uznając, że wywiera negatywny wpływ na stawy. Zajął się kulturystyką.
Za źródło inspiracji podaje sylwetkę Doriana Yatesa. Przynależy do federacji The National Amateur Body-Builders’ Association (NABBA). W 2009 czterokrotnie obejmował pierwsze miejsce na podium w turniejach kulturystycznych: podczas Mistrzostw Zachodniej Wielkiej Brytanii oraz Mistrzostw Anglii, w obu przypadkach w kategoriach Class 2 (Medium-Tall) oraz ogólnej. Wiosną 2010 w Southport wziął udział w Mistrzostwach Wielkiej Brytanii. Zdobył dwa złote medale – w kategoriach Class 2 i ogólnej – a także uzyskał tytuł Mr. Great Britain. Jeszcze tego roku startował w prestiżowych rozgrywkach Mr. Universe; wywalczył srebro w kategorii Class 2. W 2011 został mistrzem Anglii oraz mistrzem świata kategorii Class 2.
W sezonie zmagań sportowych, rozwijając sylwetkę, trenuje po dwa razy każdego dnia: półtorej godziny rano i dwie godziny wieczorem. Jego waga sięga w tym okresie stu piętnastu kilogramów.
Zaręczony z Kellie Ponsford. Mieszka w Long Ashton. Jest bliskim przyjacielem i partnerem treningowym kulturysty z Bristolu, Daniela Barry’ego. Prowadzi firmę budowlaną.

## Osiągnięcia

### Podnoszenie ciężarów
- 1994–2002: Mistrzostwa Wielkiej Brytanii, kategoria wagowa 94 kg – I m-ce[5]
- 1999: Mistrzostwa Świata w Podnoszeniu Ciężarów, kategoria 105 kg – udział[1]
- 2002: Igrzyska Wspólnoty Narodów, kategoria wagowa 94 kg – II m-ce[8][9]
  - rwanie – II m-ce[8][9]

### Kulturystyka
- 2009: Mistrzostwa Zachodniej Wielkiej Brytanii, federacja NABBA, kategoria Class 2 – I m-ce[5]
- 2009: Mistrzostwa Zachodniej Wielkiej Brytanii, federacja NABBA, kategoria ogólna – I m-ce[5]
- 2009: Mistrzostwa English Midlands, federacja NABBA, kategoria ogólna – IV m-ce[5]
- 2009: Mistrzostwa Anglii, federacja NABBA, kategoria Class 2 – I m-ce[5][7]
- 2009: Mistrzostwa Anglii, federacja NABBA, kategoria ogólna – I m-ce[5][7]
- 2009: Mistrzostwa Wielkiej Brytanii, federacja NABBA, kategoria Class 2 – II m-ce[7]
- 2009: Mr. Universe, federacja NABBA, kategoria Class 2 – III m-ce[5][7]
- 2010: Mistrzostwa Wielkiej Brytanii, federacja NABBA, kategoria Class 2 – I m-ce[7]
- 2010: Mistrzostwa Wielkiej Brytanii, federacja NABBA, kategoria ogólna – I m-ce[7]
- 2010: Mr. Universe, federacja NABBA, kategoria Class 2 – II m-ce[7]
- 2011: Mistrzostwa Anglii, federacja NABBA, kategoria Class 2 – I m-ce[7]
- 2011: Mistrzostwa Anglii, federacja NABBA, kategoria ogólna – I m-ce[7]
- 2011: Mr. Universe, federacja NABBA, kategoria Class 2 – I m-ce[7]